# Диморфотека
Диморфотека, двовидка, золотоцвіт (Dimorphotheca) — рід рослин із родини Айстрові (Asteraceae), що ростуть в Африці та Австралії. Є одним з восьми родів календули (Calenduleae), з центром різноманіття в Південній Африці. Деякі види можуть гібридизуватися з родом Остеоспермум (Osteospermum), а кроси продаються як культивовані декоративні рослини. Назва походить від грецького «Dis» «Morphe» і «Theka», що означає «двоподібний плід», маючи на увазі диморфні ципсели — рису, властиву представникам календули. Рослини цього роду зазвичай мають двостатеві квітки.

## Види
- Dimorphotheca acutifolia
- Dimorphotheca barberae
- Dimorphotheca caulescens
- Dimorphotheca chrysanthemifolia
- Dimorphotheca cuneata
- Dimorphotheca dregei
- Dimorphotheca fruticosa
- Dimorphotheca jucunda
- Dimorphotheca montana
- Dimorphotheca nudicaulis
- Dimorphotheca pluvialis
- Dimorphotheca polyptera
- Dimorphotheca pulvinalis
- Dimorphotheca sinuata
- Dimorphotheca spectabilis
- Dimorphotheca tragus
- Dimorphotheca turicensis
- Dimorphotheca venusta
- Dimorphotheca walliana
- Dimorphotheca zeyheri